# Phyllophaga abcea
Phyllophaga abcea är en skalbaggsart som beskrevs av Saylor 1940. Phyllophaga abcea ingår i släktet Phyllophaga och familjen Melolonthidae. Inga underarter finns listade i Catalogue of Life.